# Alosa becllarga de Benguela
L'alosa becllarga de Benguela (Certhilauda benguelensis) és una espècie d'ocell de la família dels alàudids (Alaudidae) 

## Hàbitat i distribució
Habita garrigues de l'Àfrica sud-occidental, al sud-oest d'Angola i Namíbia occidental.

## Taxonomia
Alguns autors consideren aquest ocell una subespècie de l'alosa becllarga de Namaqua (C.subcoronata).